# Piotr Bartynowski
Piotr Łukasz Bartynowski (ur. 15 października 1795 w Krakowie, zm. 23 grudnia 1874 tamże) – profesor prawa Uniwersytetu Jagiellońskiego, w latach 1853–1860 kurator, a w latach 1860–1861 rektor tej uczelni, poseł wirylista na galicyjski Sejm Krajowy I kadencji.

## Życiorys
Studiował prawo w Krakowie, Berlinie i Wrocławiu. W 1817 rozpoczął praktykę sądową w Krakowie, w 1821 został sędzią. W roku 1825 uzyskał stopień doktora praw, w 1826 nominację na dożywotniego prokuratora przy tym Trybunale. W roku 1829 objął katedrę prawa rzymskiego. Wtedy także został wybrany z ramienia uniwersytetu do Senatu Rządzącego Wolnego Miasta Krakowa. W 1833 został senatorem i prezesem trybunału, w 1842 prezesem sądu apelacyjnego. W 1848 roku był przewodniczącym komitetu opracowującego projekt reorganizacji sądów. W 1855 roku przestał być prezesem sądu, pozostał w nim pierwszym radcą i otrzymał tytuł radcy dworu. W 1862 roku przeszedł na emeryturę i otrzymał Order Leopolda. Był członkiem Towarzystwa Naukowego Krakowskiego, a po utworzeniu w 1872 roku Akademii Umiejętności jej członkiem korespondentem.
Był starszym w Arcybractwie Miłosierdzia i w Banku Pobożnym.
W 1829 roku poślubił w Krakowie Teodorę Kostecką (1808–1883) h. Prus 2, córkę Franciszka Jerzego (1858–1844) archeologa, profesora Uniwersytetu Jagiellońskiego. Pochowany został na cmentarzu Rakowickim w Krakowie (kwatera LC, rząd płn.).

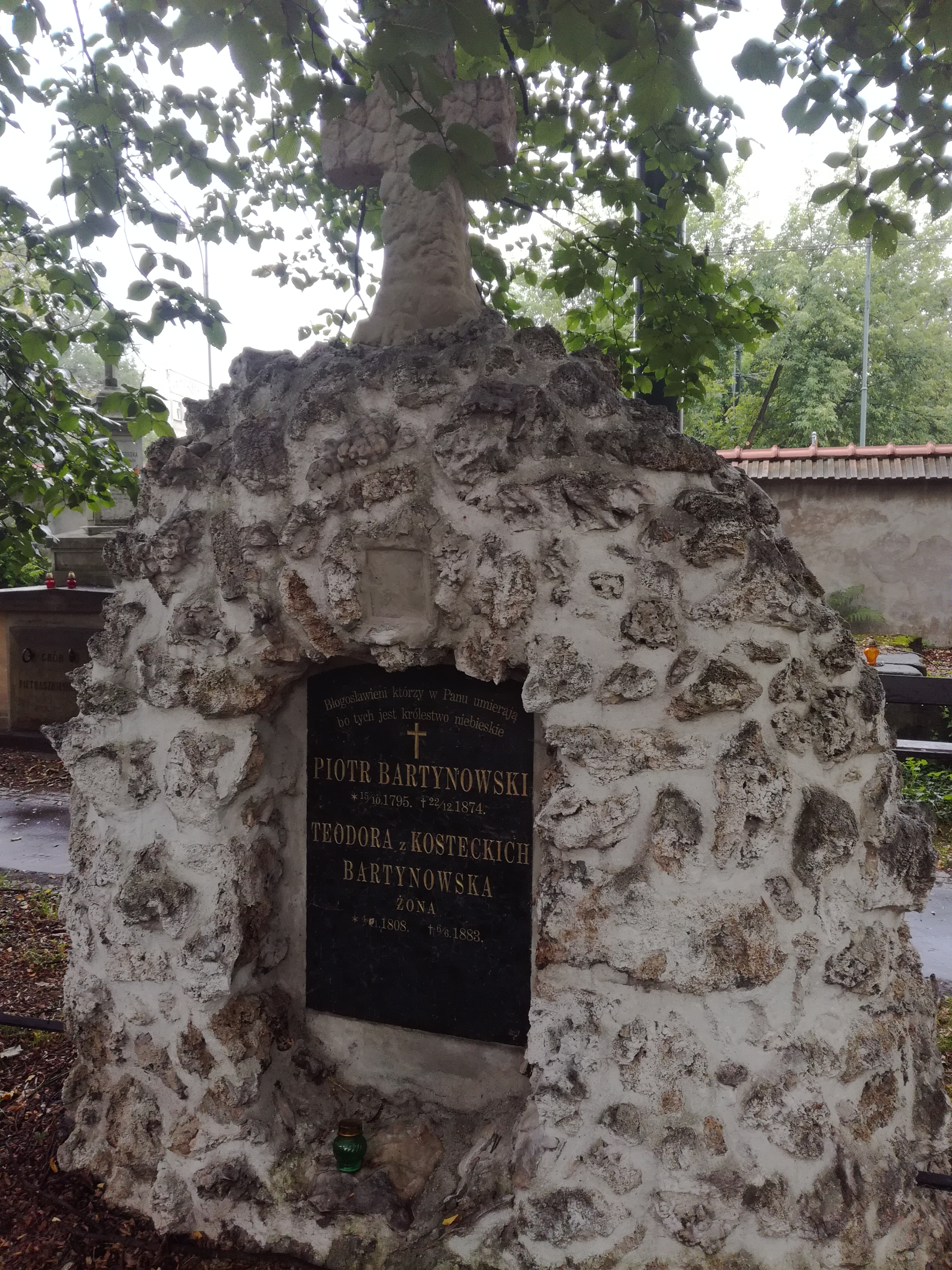
Grób prof. Piotra Bartynowskiego na cmentarzu Rakowickim